# Talluddasjön
Talluddasjön är en sjö i Eksjö kommun i Småland och ingår i Emåns huvudavrinningsområde. Sjön är 4,3 meter djup, har en yta på 0,124 kvadratkilometer och befinner sig 201,2 meter över havet.

## Delavrinningsområde
Talluddasjön ingår i det delavrinningsområde (638919-144806) som SMHI kallar för Utloppet av Långanäsasjön. Medelhöjden är 207 meter över havet och ytan är 13,05 kvadratkilometer. Räknas de 4 delavrinningsområdena uppströms in blir den ackumulerade arean 64,58 kvadratkilometer. Allmänningsån (Lidbroån) som avvattnar avrinningsområdet har biflödesordning 2, vilket innebär att vattnet flödar genom totalt 2 vattendrag innan det når havet efter 182 kilometer. Delavrinningsområdet består mestadels av skog (58 %) och jordbruk (13 %). Avrinningsområdet har 1,72 kvadratkilometer vattenytor vilket ger det en sjöprocent på 13,2 %. Bebyggelsen i området täcker en yta av 0,12 kvadratkilometer eller 1 % av avrinningsområdet.